# Marek Štěch
Marek Štěch (* 28. Januar 1990 in Prag) ist ein tschechischer Fußballtorwart.

## Vereinskarriere
Štěch begann mit dem Fußballspielen im Alter von zwölf Jahren bei Sparta Prag. Im Sommer 2006 wechselte der Torhüter zu West Ham United. Bei den Londonern spielte der Tscheche zunächst in der Juniorenmannschaft. Im Juli 2008 unterschrieb Štěch einen Profivertrag bis 2013.
Im März 2009 wurde Štěch an den Viertligisten Wycombe Wanderers ausgeliehen. Für die Wanderers debütierte der Torwart am 14. März 2009 beim 3:3 beim FC Brentford. Eine Verletzung zwang Štěch zur Rückkehr nach London. Im Dezember 2009 wurde der Torhüter an den AFC Bournemouth verliehen. Für den Viertligisten debütierte Štěch am 12. Dezember 2009 bei einer 0:5-Niederlage gegen den FC Morecambe.
Am 24. August 2010 debütierte er für die erste Mannschaft von West Ham United beim 1:0-Sieg im Ligapokal gegen Oxford United. Im Oktober 2011 ging er auf Leihbasis nach Yeovil Town, wo er den verletzten Jed Steer ersetzte. Er kam dort nur zu fünf Einsätzen und kehrte danach zu West Ham zurück. Am 24. Februar 2012 wurde er für den Rest der Saison nach Leyton Orient ausgeliehen.
Zur folgenden Saison erhielt er einen Zweijahresvertrag bei Yeovil Town. 2014 kehrte er zu Sparta Prag zurück. 2017 wechselte er erneut nach England zurück und schloss sich Luton Town an. 2020 wechselte er zu Viertligist Mansfield Town.

## Nationalmannschaft
Štěch kam 18 Mal in der tschechischen U17-Auswahl zum Einsatz. Am 29. März 2009 debütierte er im Spiel gegen Südkorea in Alexandria in der tschechischen U21-Nationalmannschaft.
Am 13. Mai 2014 wurde er für die beiden anstehenden Länderspiele gegen Finnland und Österreich in den tschechischen Nationalkader berufen. Während er am 21. Mai 2014 noch ohne Einsatz auf der Ersatzbank saß, stand er bei der 1:2-Niederlage gegen Österreich am 3. Juni 2014 über die volle Spieldauer im Tor seines Heimatlandes.